# 横手市立十文字小学校
横手市立十文字小学校（よこてしりつ じゅうもんじしょうがっこう）は、秋田県横手市十文字町十五野新田にある公立小学校。

## 概要
十文字小学校は、十文字第一小学校、十文字第二小学校、植田小学校、睦合小学校の4校統合によって2021年（令和3年）4月に開校した学校であり、十文字地域（旧十文字町）の全域を通学区域とする地域唯一の小学校となっている。

## 歴史
十文字小学校の前身となる4校は、明治期に発された学制によって1870年代に開校した以下の学校が直接の前身となっている。
- 四道学校（後の十文字小学校→十文字第一小学校） - 1877年4月10日開校
- 鼎学校（後の三重小学校→十文字第二小学校） - 1877年4月20日開校
- 植田学校（後の植田小学校） - 1874年7月8日開校
- 今泉学校（後の睦合小学校） - 1875年3月31日開校

戦後の学制改革によって現在の学校制度が確立した1947年、国民学校から改称した十文字小・三重小・植田小・睦合小が発足し、町村合併によって新生十文字町が発足すると、十文字小と三重小はそれぞれ十文字第一小・十文字第二小と改称した。
2005年には、旧横手市と平鹿郡5町2村による合併で横手市が発足し、十文字町は消滅。合併後も十文字地域内の4小学校は存続していたが、少子化の進行により児童数は減少傾向となっており、横手市が策定した「第2次横手市学校統合計画」に基づき2021年3月31日に4校は閉校し、十文字小学校が新設された。

### 年表
- 2021年（令和3年）
  - 4月1日 - 開校[3]。
  - 4月6日 - 最初の始業式挙行。
  - 4月8日 - 第1回入学式挙行[3][7]。最初の新入生は74名。
  - 4月24日 - 開校式典挙行[3]。
  - 5月21日 - 第1回運動会開催。
- 2022年（令和4年）
  - 3月16日 - 第1回卒業式挙行。最初の卒業生は104名。
  - 3月18日 - 最初の修了式挙行。

## 学区
横手市十文字町（十文字町、十文字町植田、十文字町腕越、十文字町越前、十文字町鼎、十文字町上鍋倉、十文字町木下、十文字町源太左馬、十文字町佐賀会、十文字町十五野新田、十文字町梨木、十文字町仁井田、十文字町西原一番町、十文字町西原二番町、十文字町宝竜、十文字町睦合、十文字町谷地新田）の全域

## 進学先中学校
- 横手市立十文字中学校[8]

## 周辺
- 横手市立十文字中学校
- 横手市十文字陸上競技場
- 横手市十文字野球場

## 交通アクセス
- 東北中央自動車道（湯沢横手道路）十文字インターチェンジから、車で約1.9km・約3分（学校から高速道路は近いが、インター設置箇所の関係で遠回りとなる）。
- JR奥羽本線十文字駅から、車で約3.8km・約7分。
- なお、学校周辺には、路線バスは通っておらず、「十文字案内所前」バス停か「道の駅十文字」バス停からの徒歩移動を要する。